# Arponero

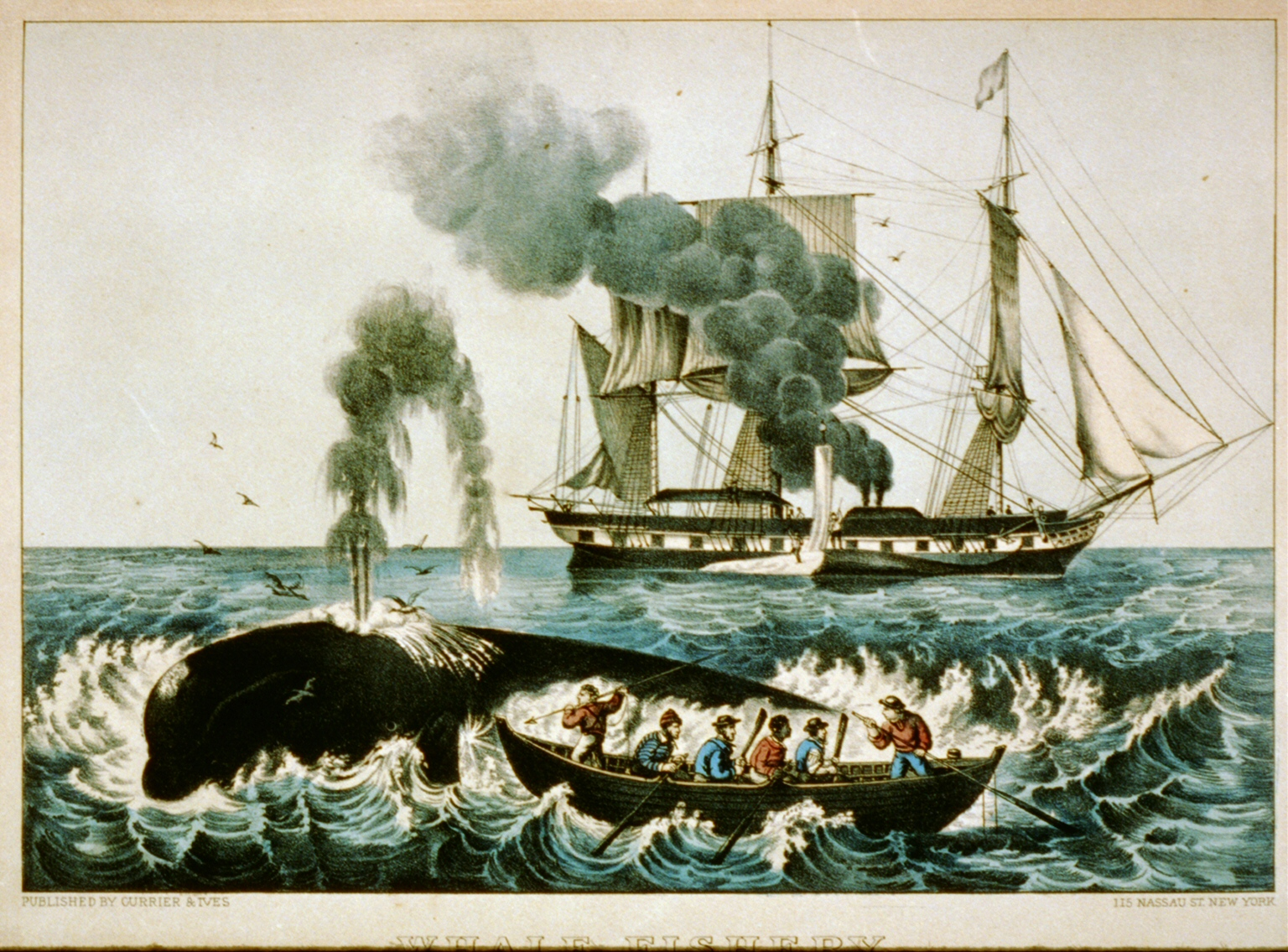
Arponero a la caza de una ballena (1856)

Se llama arponero al marinero destinado en los buques balleneros a echar o manejar el arpón. 
En la caza de ballenas, cuando un buque llegaba al paraje en que se encontraba su paso, se mantenía a la vela con las chalupas colgadas de sus lados y armadas con sus remos. Uno de los marineros estaba atento encima del mástil de la gavia; en el momento en que descubría alguna, daba aviso a la tripulación, que se repartía en las chalupas e iba al alcance de ella, hasta que el jefe de los marineros que se llamaba arponero, podía clavarle el arpón con mucha maña en la parte más sensible, que era su cabeza. 
El arpón era un astil de madera de 1,5 a 1,8 metros, con un hierro de tres puntas en la extremidad, acerado y cortante como una flecha. Cuando la ballena sentía la herida, se hundía con precipitación; entonces la chalupa se retiraba y se alargaban unas cuerdas que estaban atadas al arpón y en la extremidad de la cuerda una gran calabaza seca o un barril vacío, el cual sobrenadando indicaba el paradero de la ballena. Esta por lo regular volvía a aparecer sobre el agua para respirar y arrojar su sangre; la chalupa entonces se le acercaba de nuevo por un lado y evitando con precaución los golpes de su cola, el arponero le metía una gran lanza en medio de los intestinos para acabar con ella. Las demás chalupas acompañaban a la que estaba alrededor de la ballena para atarla junto a su presa, cuando ya sin fuerzas sobrenadaba. El buque siempre a la vela seguía también para no perder de vista sus chalupas y para retirar a su bordo la ballena que estaba enganchada con el arpón. 